# Kabinet-Loeak
Tussen 10 januari 2012 en 11 januari 2016 was Christopher Loeak de 6e president van de Marshalleilanden. Dit artikel geeft een overzicht van de leden van zijn toenmalige kabinet.

## Ministers
| President                                | Christopher Loeak |
| Minister in assistentie van de president | Tony deBrum       |
| Binnenlandse Zaken                       | Wilbur Heine      |
| Bronnen en Ontwikkeling                  | Michael Konelios  |
| Buitenlandse Zaken                       | Philip Muller     |
| Financiën                                | Dennis Momotaro   |
| Justitie                                 | Thomas Heine      |
| Onderwijs                                | Hilda Heine       |
| Openbare werken                          | Hiroshi Yamamura  |
| Transport en Communicatie                | Rien Morris       |
| Volksgezondheid                          | David Kabua       |